# Kiến Nghiệp
Kiến Nghiệp (tiếng Trung: 建鄴區, Hán Việt: Kiến Nghiệp khu) là một quận của thành phố Nam Kinh (南京市), tỉnh Giang Tô, Cộng hòa Nhân dân Trung Hoa. Quận này có diện tích 82 km2, dân số năm 2002 là 160.000 người. Quận Kiến Nghiệp có 7 nhai đạo. Kiến Nghiệp là tên cũ của Tây Phổ ở Nam Kinh. Trong thời kỳ Dân quốc, đây là quận 5 (khu Thành Tây).